# Desmella conyzae
Desmella conyzae är en tvåvingeart som först beskrevs av Georg von Frauenfeld 1857.  Desmella conyzae ingår i släktet Desmella och familjen borrflugor.
Artens utbredningsområde är Egypten. Inga underarter finns listade i Catalogue of Life.